# Vicariato apostólico de Anhalt
El vicariato apostólico de Anhalt (en latín: Vicariatus Apostolicus Anhaltini y en alemán: Apostolisches Vikariat Anhalt) fue una circunscripción eclesiástica de la Iglesia católica en Alemania. Se trataba de un vicariato apostólico latino, inmediatamente sujeto a la Santa Sede, suprimido el 1 de marzo de 1921.

## Territorio y organización

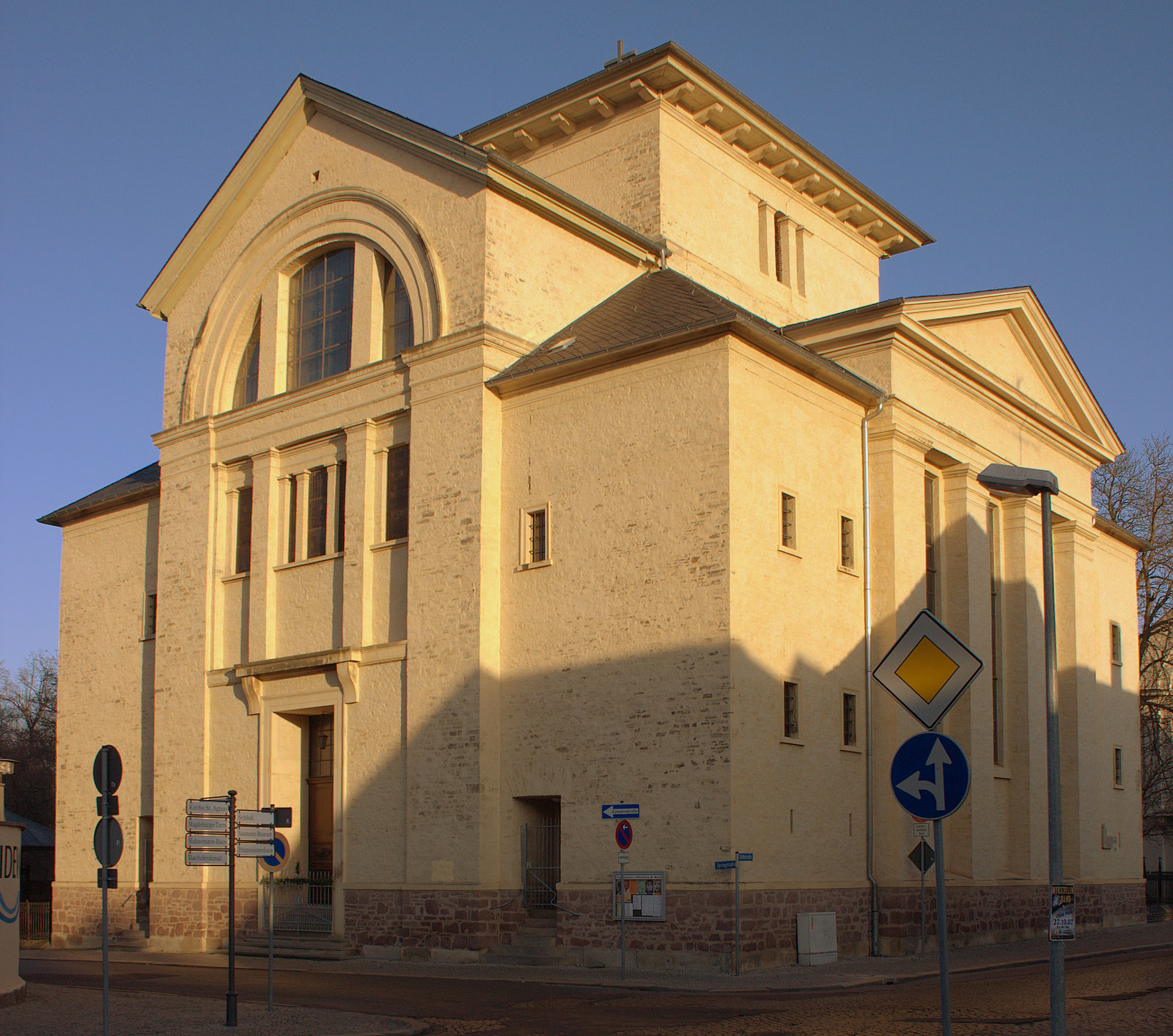
Iglesia de Santa María Asunta, en Köthen

El vicariato apostólico extendía su jurisdicción sobre los fieles católicos de rito latino residentes en tres Estados miembros de la Confederación Alemana: Anhalt-Dessau, Anhalt-Bernburg y Anhalt-Köthen, que desde 1863 estaban unidos en el Ducado de Anhalt. Antes de la Reforma protestante en el siglo XVI, estos territorios pertenecían a tres diócesis católicas Magdeburgo, Brandeburgo y Merseburg.

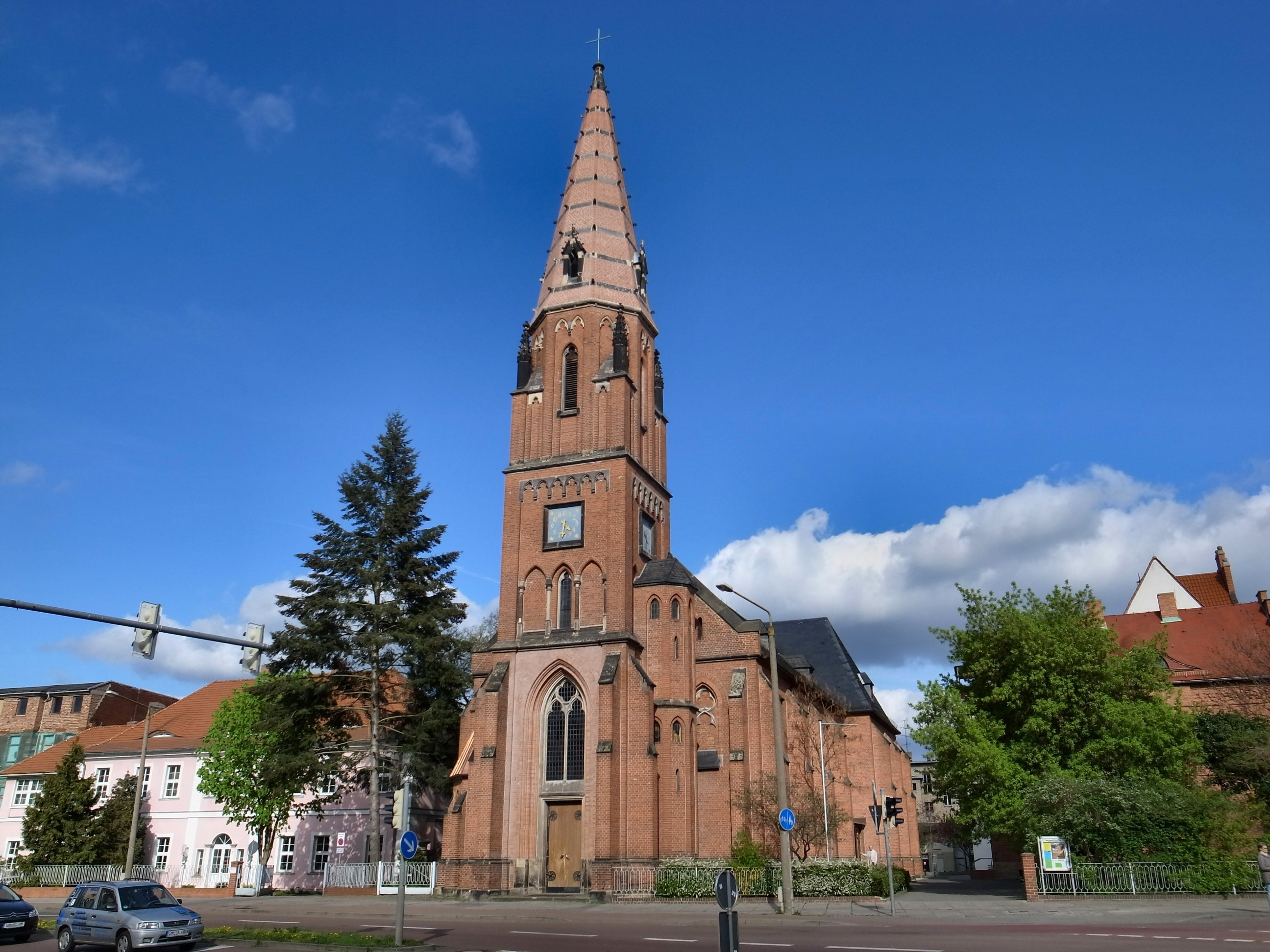
Iglesia parroquial de los Santos Pedro y Pablo, en Dessau

La sede del vicariato apostólico se encontraba en la ciudad de Köthen.
En 1859 en el vicariato apostólico existían 4 parroquias: Dessau, Zerbst, Köthen y Bernburg.

## Historia
Cuando las diócesis católicas en Alemania fueron redefinidas después del Congreso de Viena, Anhalt permaneció inicialmente con el vicariato apostólico de las Misiones Nórdicas.
La presencia católica en el Ducado de Anhalt, un territorio de mayoría casi exclusivamente luterana, se debe a Federico Fernando, duque de Anhalt-Köthen, quien se convirtió, junto con su esposa, al catolicismo en 1825. Promovió la creación de parroquias e iglesias católicas en su territorio y buscó un estrecho contacto con la Santa Sede. Llamó al jesuita Peter Jan Beckx (1795-1887) a su principado e hizo construir en Köthen el hospital barnabita y la iglesia católica de Santa María Asunta.
Con la carta apostólica Supremum hoc apostolatus del 17 de mayo de 1826, dirigida a Ignaz Bernhard Mauermann, obispo titular de Pella y vicario apostólico de Sajonia, el papa León XII erigió la iglesia de Santa María Asunta en Köthen en parroquia inmediatamente sujeta a la Santa Sede, y nombró a Peter Jan Beckx como su primer párroco, creando la misión de Anhalt o misión del ducado de Anhalt. Al mismo tiempo le confió a Mauermann el cuidado pastoral de los católicos de Anhalt.
Después de la muerte de Federico Fernando en 1830 su hermano protestante Enrique asumió la regencia y detuvo la construcción de la iglesia de Santa María Asunta. En 1834 el vicariato apostólico fue erigido y confiado a los nuncios apostólicos de Múnich, y el 17 de marzo de 1868 a los obispos de Paderborn, a quienes se les concedió el título de "administradores apostólicos de las parroquias católicas del distrito de Anhalt".
En 1830 se erigió la parroquia de Dessau, mientras que en 1859 el nuncio Flavio Chigi estableció las parroquias de Zerbst y Bernburg. Estas dos últimas parroquias obtuvieron el reconocimiento gubernamental recién en 1871, ya que fueron erigidas sin el consentimiento del Estado.
El 29 de abril de 1892 el vicariato apostólico recibió la administración apostólica de los obispos de Paderborn mediante el breve Quae in catholici del papa León XIII.
Mediante el breve apostólico Commissum Nobis del 1 de marzo de 1921, el papa Benedicto XV suprimió el vicariato apostólico, anexando su territorio a la diócesis de Paderborn (hoy arquidiócesis).

## Estadísticas
En el año 1866 el vicariato apostólico, de una población de aproximadamente 181 000 personas, contaba con algo más de 3700 bautizados, atendidos por 6 sacerdotes procedentes de las cercanas diócesis de Hildesheim y Paderborn. En 1905, de una población de 311 999 habitantes, estaban registrados 13 493 católicos.

## Episcopologio
- Ignaz Bernhard Mauermann † (17 de mayo de 1826-1834 renunció)
- Carlo Giuseppe Benedetto Mercy d'Argenteau † (1834-27 de abril de 1837 renunció)[8]
- Michele Viale Prelà † (9 de agosto de 1838-junio de 1845 nombrado nuncio apostólico en Austria)[8]
- Carlo Luigi Morichini † (abril de 1845-2 de agosto de 1847 renunció)[8]
- Carlo Sacconi † (13 de noviembre de 1847-28 de septiembre de 1853 nombrado nuncio apostólico en Francia)[8]
- Antonio Saverio De Luca † (19 de diciembre de 1853-16 de junio de 1856 nombrado nuncio apostólico en Austria)[8]
- Flavio Chigi † (16 de junio de 1856-30 de septiembre de 1861 nombrado nuncio apostólico en Francia)[8]
- Matteo Eustachio Gonella † (30 de septiembre de 1861-22 de junio de 1866 nombrado obispo de Viterbo)[8]
- Pier Francesco Meglia † (26 de octubre de 1866-17 de marzo de 1868 renunció)
- Martin Konrad † (17 de marzo de 1868-16 de julio de 1879 falleció)
  - Sede vacante (1879-1882)
- Franz Kaspar Drobe † (24 de marzo de 1882-7 de marzo de 1891 falleció)
- Hubert Theophil Simar † (25 de junio de 1891-24 de octubre de 1899 nombrado arzobispo de Colonia)
- Wilhelm Schneider † (10 de mayo de 1900-31 de agosto de 1909 falleció)
- Karl Joseph Schulte † (30 de noviembre de 1909-8 de marzo de 1920 nombrado arzobispo de Colonia)
- Kaspar Klein † (30 de abril de 1920-1 de marzo de 1921 renunció)
  - Sede suprimida